# Hyantis melanomata
Hyantis melanomata är en fjärilsart som beskrevs av Otto Staudinger 1894. Hyantis melanomata ingår i släktet Hyantis och familjen praktfjärilar. Inga underarter finns listade i Catalogue of Life.